# Libanon vid världsmästerskapen i simsport 2024
Libanon tävlade vid världsmästerskapen i simsport 2024 i Doha i Qatar mellan den 2 och 18 februari 2024. Libanon hade en trupp på fyra idrottare, varav två kvinnor och två män.

## Tävlande per sport
Följande är en lista över antalet tävlande per sport.
| Sport   | Herrar | Damer | Totalt |
| ------- | ------ | ----- | ------ |
| Simning | 2      | 2     | 4      |
| Totalt  | 2      | 2     | 4      |

## Simning
Herrar
| Idrottare      | Gren           | Heat    | Heat      | Semifinal        | Semifinal        | Final            | Final            |
| Idrottare      | Gren           | Tid     | Placering | Tid              | Placering        | Tid              | Placering        |
| -------------- | -------------- | ------- | --------- | ---------------- | ---------------- | ---------------- | ---------------- |
| Ahmad Safie    | 100 m ryggsim  | 58,32   | 43        | Gick inte vidare | Gick inte vidare | Gick inte vidare | Gick inte vidare |
| Ahmad Safie    | 200 m ryggsim  | 2.08,37 | 31        | Gick inte vidare | Gick inte vidare | Gick inte vidare | Gick inte vidare |
| Munzer Kabbara | 100 m bröstsim | 1.04,54 | 55        | Gick inte vidare | Gick inte vidare | Gick inte vidare | Gick inte vidare |
| Munzer Kabbara | 200 m medley   | 2.03,31 | 23        | Gick inte vidare | Gick inte vidare | Gick inte vidare | Gick inte vidare |

Damer
| Idrottare     | Gren            | Heat    | Heat      | Semifinal        | Semifinal        | Final            | Final            |
| Idrottare     | Gren            | Tid     | Placering | Tid              | Placering        | Tid              | Placering        |
| ------------- | --------------- | ------- | --------- | ---------------- | ---------------- | ---------------- | ---------------- |
| Rebecca Najem | 100 m frisim    | 58,90   | 37        | Gick inte vidare | Gick inte vidare | Gick inte vidare | Gick inte vidare |
| Rebecca Najem | 100 m fjärilsim | 1.05,57 | 38        | Gick inte vidare | Gick inte vidare | Gick inte vidare | Gick inte vidare |
| Lana Hijazi   | 200 m frisim    | 2.11,95 | 43        | Gick inte vidare | Gick inte vidare | Gick inte vidare | Gick inte vidare |
| Lana Hijazi   | 800 m frisim    | 9.33,90 | 25        | —                | —                | Gick inte vidare | Gick inte vidare |